# Camai
Los Camai fueron una etnia perteneciente al grupo de los Coahuiltecos, moraban cerca de la ciudad de San Antonio en el estado de Texas.
Se tiene documentado que los camai estaban relacionados con la etnia Toho cultural y políticamente.

## Historia
En el año de 1740, llegan los Jesuitas a evangelizar la región de Texas y establecen una misión llamada Misión de San Antonio, la etnia Camai, al igual que otros pueblos de la región, son bautizados y se convierten a la fe católica, asentándose en aglomeraciones urbanas, lo que produce su pérdida cultural y lingüística.